# Otto A. Altenburger

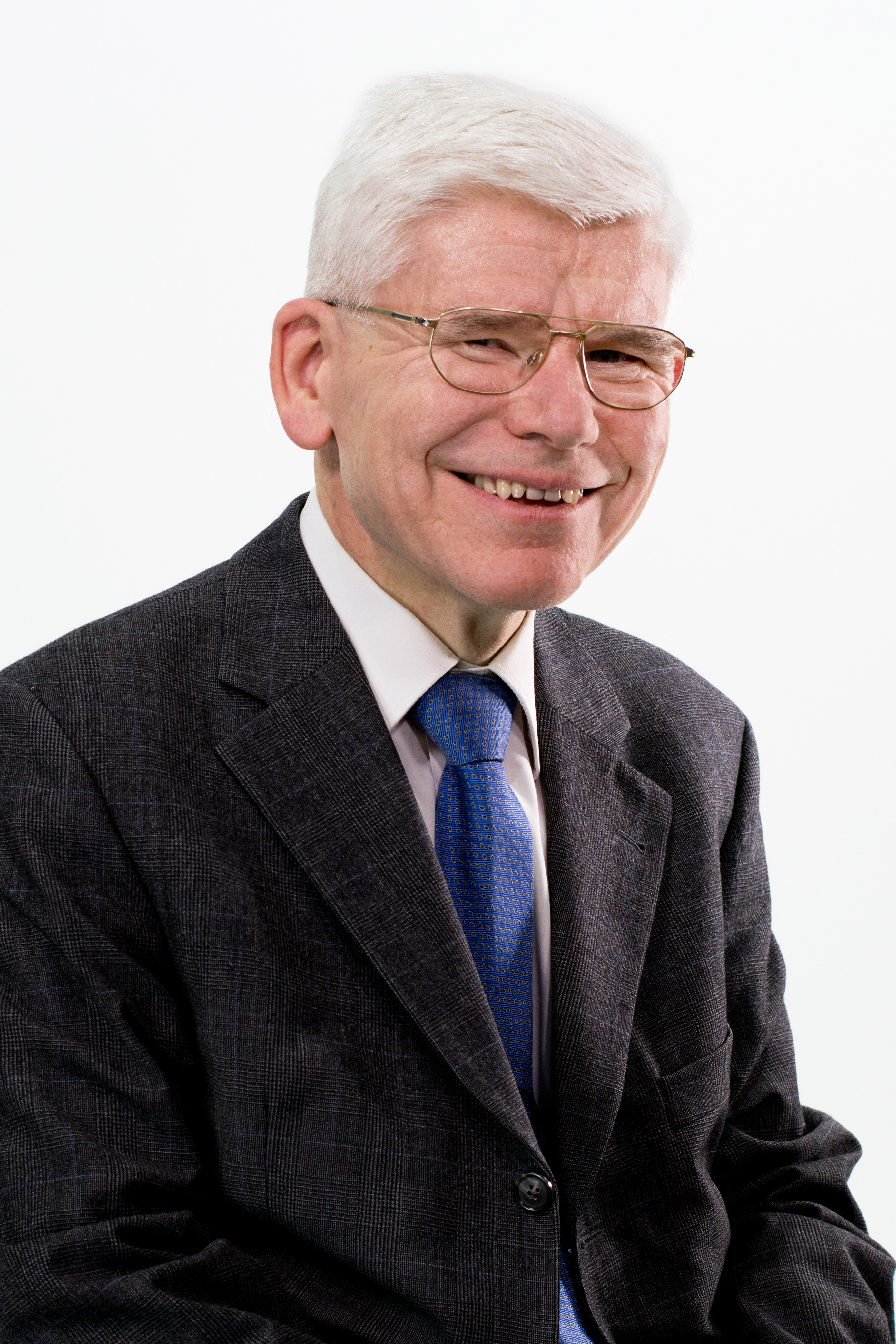
Otto A. Altenburger (2016)

Otto A. Altenburger (* 29. Oktober 1951 in Wien) ist ein österreichischer Wirtschaftswissenschaftler und pensionierter Universitätsprofessor für Betriebswirtschaftslehre an der Universität Wien.

## Werdegang
Altenburger wurde als Sohn eines Sicherheitswachbeamten und einer Buchhalterin in Wien geboren, wo er auch seine Schulbildung absolvierte. Nach der Matura begann er im Jahr 1971 ein Studium der Betriebswirtschaftslehre an der Hochschule für Welthandel in Wien (der heutigen Wirtschaftsuniversität Wien), das er am 4. Juli 1975 als Magister abschloss. Einem Studienaufenthalt an der Miami University in Oxford (Ohio) folgten die nächsten akademischen Schritte an der Wirtschaftsuniversität Wien: Bei Heinrich Stremitzer wurde er im Jahr 1979 sub auspiciis promoviert. Im Jahr 1990 wurde er für das Fach Betriebswirtschaftslehre bei Gerhard Seicht habilitiert. Im selben Jahr wechselte Altenburger an die Universität Regensburg und übernahm den Lehrstuhl für Allgemeine Betriebswirtschaftslehre und Versicherungsbetriebslehre. Nach einem (nicht angenommenen) zwischenzeitlichen Ruf an die Ernst-Moritz-Arndt-Universität Greifswald wurde er im Jahr 2002 Inhaber des Lehrstuhls für Externes Rechnungswesen (Revision und Treuhand) an der Universität Wien, Fakultät für Wirtschaftswissenschaften, in der Nachfolge von Erich Loitlsberger. Er übernahm damit neben der Grundausbildung im Bereich des externen Rechnungswesens die fachliche Verantwortung für die Kernfächer „Externe Unternehmensrechnung“ und „Revision, Steuern und Treuhand“. Diese Stellung hatte er bis zu seiner Pensionierung mit Beginn des Wintersemesters 2017/18 inne. Seit dem Jahr 2008 war er darüber hinaus Vorstand des Instituts für Betriebswirtschaftslehre – ein Amt, das er ebenso bis zu seiner Pensionierung behielt. Über diese hinaus ist er auf Wunsch der Fakultät auch weiterhin als Lehrender an der Universität Wien tätig.
Seine wissenschaftliche Profilierung führte zum Erhalt eines Lehrauftrages am Institut für Versicherungswirtschaft der Hochschule bzw. Universität St. Gallen, dem er viele Jahre nachkam. Als Vertreter des Fachgebietes wurde er im Jahr 1997 Mitglied im Vorstand der Abteilung für Versicherungswirtschaft des Deutschen Vereins für Versicherungswissenschaft e. V., eine Stellung, die er bis zu dessen Neuorganisation im Jahr 2010 innehatte. Des Weiteren war er mehrere Jahre als External Examiner für das Gebiet Insurance and Risk Management an der University of Limerick tätig. Die akademischen Leistungen wurden u. a. mit dem Kardinal-Innitzer-Förderungspreis für Sozial- und Wirtschaftswissenschaften (1981) sowie einem Förderungspreis der Senator-Wilhelm-Wilfling-Stiftung gewürdigt.
Unter seiner Betreuung wurden drei seiner Mitarbeiter habilitiert. In chronologischer Reihenfolge sind dies: Max Göttsche (Katholische Universität Eichstätt-Ingolstadt), Michaela Schaffhauser-Linzatti und Karina Sopp (beide Universität Wien). Zur Anerkennung seines Wirkens erschien 2016 zu seinem 65. Geburtstag eine Sonderausgabe der Österreichischen Zeitschrift für Recht und Rechnungswesen (RWZ) sowie 2017 anlässlich seiner Pensionierung eine Festschrift im Springer Verlag (hrsg. von Udo Wagner und Michaela Schaffhauser-Linzatti). Weitere Würdigungen seiner Person erschienen in Zeitschriften wie der RWZ, der Steuer- und Wirtschaftskartei und dem Wirtschaftstreuhänder.

## Arbeits- und Forschungsschwerpunkte
Altenburgers Forschungstätigkeit zeigt sich neben einer großen Zahl an gehaltenen Vorträgen in seiner Publikationsliste, die u. a. etwa 110 Aufsätze und Tagungsbeiträge, Bücher und mehrere Herausgeberschaften umfasst. Einen ersten Schwerpunkt seiner Arbeit bildete das Gebiet der Versicherungswirtschaftslehre. Darüber hinaus lagen weitere Schwerpunkte auf dem Gebiet des Rechnungswesens, insbesondere der Rechnungslegung von Versicherungsunternehmen, der allgemeinen Rechnungslegung nach UGB und HGB sowie der Hochschulrechnungslegung. Ob ihrer Wirkung hervorzuheben sind seine Monographie zur „Produktions- und Kostentheorie der Dienstleistungen“ (Dissertation, 1978/1980) sowie seine Arbeiten zu Rückstellungen im nationalen Bilanzrecht. Sein Kommentar zum Rechnungslegungsgesetz (1993) war lange Zeit ein Standardwerk für die Auslegung des österreichischen Bilanzrechts.
Im Rahmen seiner Professur an der Universität Wien vertrat er ebenso die Fächer „Betriebswirtschaftliche Steuerlehre“ und „Revisionswesen“. In den letzten Jahren übernahm er schließlich wieder Grundlagen-Lehrveranstaltungen im Fach „Kostenrechnung“.

## Wissenschaft und Praxis
Altenburger verknüpfte seine akademischen Leistungen mit einer praxisorientierten Ausrichtung, indem er seine Assistententätigkeit an der Hochschule für Welthandel bzw. Wirtschaftsuniversität Wien um mehrjährige Tätigkeiten bei der Alpen-Treuhand GmbH (heute: KPMG Austria GmbH) Wirtschaftsprüfungs- und Steuerberatungsgesellschaft in Wien – zuletzt als Prokurist – ergänzte; in diesen Zeitraum zwischen Promotion und Habilitation fällt seine Bestellung zum Steuerberater, Buchprüfer und Wirtschaftsprüfer. Seine Verbundenheit zum Berufsstand zeigten in späteren Jahren seine Mitgliedschaft in den Fachsenaten für Unternehmensrecht und Revision sowie für Betriebswirtschaft (und Organisation) der Kammer der Wirtschaftstreuhänder (KWT) oder seine Mitarbeit im Austrian Financial Reporting and Auditing Committee (AFRAC). Seit dessen Einrichtung ist er außerdem Mitglied des wissenschaftlichen Beirats des Instituts Österreichischer Wirtschaftsprüfer (iwp), Wien.
Überdies kam sein Einsatz zur Verzahnung von Wissenschaft und Praxis in den von ihm organisierten öffentlichen Vortragsserien an der Universität Wien zum Ausdruck, in denen Wissenschaftler aus dem In- und Ausland zu aktuellen Problemen im Bereich Rechnungswesen, Steuern und Wirtschaftsprüfung referierten.

## Privatleben
Otto A. Altenburger ist verheiratet und Vater von fünf Töchtern. Seit seiner Rückkehr aus Regensburg (2002) lebt er mit Teilen seiner Familie im niederösterreichischen Kritzendorf.

## Publikationen (Auswahl)

### Bücher
- Ansätze zu einer Produktions- und Kostentheorie der Dienstleistungen (Betriebswirtschaftliche Schriften, H. 101), Berlin : Duncker & Humblot 1980; 218 Seiten (Dissertation, Wien 1978)
- Kommentar zum Rechnungslegungsgesetz, Buchführung und Jahresabschluß (§§ 189 bis 243 HGB mit Übergangsbestimmungen), Wien : Ueberreuter 1993; 602 Seiten
- Rechnungslegung und Unsicherheit (Forschungsergebnisse aus dem Revisionswesen und der betriebswirtschaftlichen Steuerlehre, hrsg. von Erich Loitlsberger, Dieter Rückle und Jörg Baetge, Bd. 13), Berlin : Duncker & Humblot 1995; 225 Seiten (Habilitationsschrift, Wien 1990)
- Der aktuelle Stand der Entwicklung des IFRS Insurance – neue Lösungen für Grundprobleme der Rechnungslegung? (Nr. 370 der „Regensburger Diskussionsbeiträge zur Wirtschaftswissenschaft“), Regensburg 2002

### Beiträge in Zeitschriften
- Entscheidungsorientierte Kostenrechnung im Versicherungsbetrieb, in: Zeitschrift für die gesamte Versicherungswissenschaft, 64. Bd. 1975, S. 441–502
- Potentialfaktoren als derivative Produktionsfaktoren der Dienstleistungsproduktion, Einige Gedanken zur Produktionstheorie der Dienstleistungen, in: Zeitschrift für Betriebswirtschaft, 49. Jg. 1979, S. 863–872
- Kostenartenrechnung und Unsicherheit, in: Zeitschrift für Betriebswirtschaft, 65. Jg. 1995, S. 729–739
- Unbundling of insurance contracts according to IFRSs – applicability and limitations (mit Max Göttsche und Magdalena Kuntner), in: Zeitschrift für die gesamte Versicherungswissenschaft, 97. Bd. 2008, S. 162–176

### Herausgeberschaften
- Schriftenreihe Betriebswirtschaftliche Steuerlehre, Rechnungswesen und Finanzen, Ludwigsburg – Berlin bzw. Sternenfels – Berlin bzw. Sternenfels : Wissenschaft & Praxis (mit Matthias Lehmann, Universität Trier)
- Regensburger Beiträge zur betriebswirtschaftlichen Forschung, Schriftenreihe des Instituts für Betriebswirtschaftslehre an der Universität Regensburg, Frankfurt am Main – Berlin – Bern – New York – Paris – Wien bzw. (nach einigen Änderungen) Frankfurt am Main – Berlin – Bern – Bruxelles – New York – Oxford – Wien : Lang (mit Kurt Bohr, Jochen Drukarczyk, Hans Jürgen Drumm, Harald Hruschka, Dirk Meyer-Scharenberg, Gerhard Scherrer und Helmut Steckhan, seit 2000 auch mit Michael Dowling)
- Fortschritte im Rechnungswesen, Vorschläge für Weiterentwicklungen im Dienste der Unternehmens- und Konzernsteuerung durch Unternehmensorgane und Eigentümer, Gerhard Seicht zum 60. Geburtstag, Wiesbaden : Gabler 1999 (mit Otto Janschek und Heinrich Müller); außer Vorwort und Verzeichnissen 27 Beiträge von 35 Autoren, XIV + 813 Seiten; 2., durchgesehene Aufl. 2000
- Schriftenreihe Rechnungswesen, Revision und Steuern, Wien : Linde